# Daisuke Hoshi
Daisuke Hoshi (født 10. december 1980) er en tidligere japansk fodboldspiller.
Han har spillet for flere forskellige klubber i sin karriere, herunder Yokohama F. Marinos, FC Tokyo, Omiya Ardija, Montedio Yamagata, Kyoto Sanga FC, Tochigi SC og FC Machida Zelvia.